# Seven Arcs
Seven Arcs Co., Ltd. (Nhật: 株式会社セブン・アークス Hepburn: Kabushiki-gaisha Sebun Ākusu) là một công ty và hãng sản xuất anime Nhật Bản. Công ty được thành lập vào tháng 10 năm 2002 bởi các nhân viên cũ từ Pierrot.

## Lịch sử
Seven Arcs Co., Ltd ban đầu được thành lập tại quận Koenji, Suginami. Anime truyền hình dài tập đầu tay mà công ty sản xuất là Mahō Shōjo Lyrical Nanoha, phát sóng vào năm 2004. Năm 2011, công ty chuyển nơi đặt trụ sở đến Nerima, Tokyo.
Năm 2012, bộ phận sản xuất hoạt hình trong Seven Arcs bị tách rời khỏi công ty để trở thành một công ty con mới của hãng tên là Seven Arcs Pictures Co., Ltd. Kể từ đó, Seven Arcs chỉ chịu trách nhiệm trong việc lên kế hoạch sản xuất và quản lý các vấn đề về bản quyền.
Vào tháng 12 năm 2017, Tokyo Broadcasting System thông báo mua lại công ty. Năm 2019, Seven Arcs Pictures, Seven Arcs và Arcturus hợp nhất với nhau thành một công ty độc lập và lấy Seven Arcs làm tên chính thức.

## Tác phẩm

### Dưới tên Seven Arcs (2002–2012)

#### Anime truyền hình
| Năm  | Tựa đề                             | Đạo diễn                      | Ngày phát sóng | Ngày phát sóng | Số tập | Ghi chú                                                                                   |
| Năm  | Tựa đề                             | Đạo diễn                      | Bắt đầu        | Kết thúc       | Số tập | Ghi chú                                                                                   |
| ---- | ---------------------------------- | ----------------------------- | -------------- | -------------- | ------ | ----------------------------------------------------------------------------------------- |
| 2004 | Mahō Shōjo Lyrical Nanoha          | Shinbo Akiyuki                | 1 tháng 10     | 24 tháng 12    | 13     | Tác phẩm gốc.                                                                             |
| 2005 | Mahō Shōjo Lyrical Nanoha A's      | Kusakawa Keizō                | 2 tháng 10     | 25 tháng 12    | 13     | Phần tiếp theo của Mahō Shōjo Lyrical Nanoha.                                             |
| 2006 | Inukami!                           | Kusakawa Keizō                | 5 tháng 4      | 27 tháng 9     | 26     | Chuyển thể từ light novel cùng tên do Arisawa Mamizu viết và Wakatsuki Kanna vẽ minh họa. |
| 2007 | Mahō Shōjo Lyrical Nanoha StrikerS | Kusakawa Keizō                | 1 tháng 4      | 23 tháng 9     | 26     | Phần tiếp theo của Mahō Shōjo Lyrical Nanoha A's.                                         |
| 2008 | Sekirei                            | Kusakawa Keizō                | 2 tháng 7      | 17 tháng 9     | 12     | Chuyển thể từ bộ manga cùng tên do Gokurakuin Sakurako sáng tác.                          |
| 2009 | White Album                        | Yoshimura Akira Yoshida Taizō | 3 tháng 1      | 25 tháng 12    | 26     | Chuyển thể từ visual novel người lớn do Leaf phát triển và phát hành.                     |
| 2009 | Asura Cryin'                       | Kusakawa Keizō                | 2 tháng 4      | 25 tháng 6     | 13     | Dựa trên loạt light novel do Mikumo Gakuto viết và Watanuki Nao vẽ minh họa.              |
| 2009 | Asura Cryin' 2                     | Kusakawa Keizō                | 3 tháng 10     | 25 tháng 12    | 13     | Phần tiếp theo của Asura Cryin'.                                                          |
| 2010 | Sekirei ~Pure Engagement~          | Kusakawa Keizō                | 4 tháng 7      | 26 tháng 9     | 13     | Dựa trên loạt light novel do Mikumo Gakuto viết và Watanuki Nao vẽ minh họa.              |
| 2011 | Dog Days                           | Nishimura Junji               | 2 tháng 4      | 25 tháng 6     | 13     | Tác phẩm gốc.                                                                             |
| 2012 | Dog Days'                          | Nishimura Junji               | 7 tháng 7      | 29 tháng 9     | 13     | Phần tiếp theo của Dog Days.                                                              |

#### Phim anime điện ảnh
- Inukami! The Movie: Tokumei reiteki sōsakan Karina Shirō! (21 tháng 4, 2007)
- Mahō Shōjo Lyrical Nanoha The MOVIE 1st (23 tháng 1, 2010)[13]
- Mahō Shōjo Lyrical Nanoha The MOVIE 2nd A's (14 tháng 7, 2012)[14]

#### OVA
- Triangle Heart: Sweet Songs Forever (2003)
- Sekirei: Hajimete no Otsukai (2009)
- Sekirei ~Pure Engagement~ (2010)[15]

### Dưới tên Seven Arcs Pictures (2012–2019)

#### Anime truyền hình
| Năm  | Tựa đề                              | Đạo diễn                                 | Ngày phát sóng | Ngày phát sóng | Số tập | Ghi chú                                                                                        | Nguồn  |
| Năm  | Tựa đề                              | Đạo diễn                                 | Bắt đầu        | Kết thúc       | Số tập | Ghi chú                                                                                        | Nguồn  |
| ---- | ----------------------------------- | ---------------------------------------- | -------------- | -------------- | ------ | ---------------------------------------------------------------------------------------------- | ------ |
| 2013 | Mushibugyō                          | Hamana Takayuki                          | 8 tháng 4      | 30 tháng 9     | 26     | Chuyển thể từ bộ manga cùng tên của Fukuda Hiroshi.                                            | [ 16 ] |
| 2014 | Trinity Seven                       | Nishikiori Hiroshi                       | 8 tháng 10     | 24 tháng 12    | 12     | Chuyển thể từ bộ manga do Saitō Kenji viết và Nao Akinari vẽ minh họa.                         | [ 17 ] |
| 2015 | Dog Days"                           | Hamana Takayuki                          | 11 tháng 1     | 29 tháng 3     | 12     | Phần tiếp theo của Dog Days'.                                                                  | [ 18 ] |
| 2016 | Ōya-san wa shishunki!               | Ogawa Yuuki                              | 10 tháng 1     | 27 tháng 3     | 12     | Chuyển thể từ bộ manga bốn khung tranh của Minase Rurū.                                        | [ 19 ] |
| 2016 | ViVid Strike!                       | Nishimura Junji                          | 2 tháng 10     | 18 tháng 12    | 12     | Nối tiếp câu chuyện của phần trước, Mahō Shōjo Lyrical Nanoha ViVid, do A-1 Pictures sản xuất. | [ 20 ] |
| 2016 | Idol Memories                       | Kikuchi Katsuya                          | 3 tháng 10     | 19 tháng 12    | 12     | Tác phẩm gốc. Hợp tác sản xuất với Happy Elements.                                             | [ 21 ] |
| 2018 | Basilisk: Ōka Ninpōchō              | Nishimura Junji                          | 1 tháng 9      | 19 tháng 6     | 24     | Chuyển thể từ bộ manga cùng tên của Segawa Masaki.                                             | [ 22 ] |
| 2018 | Saredo tsumibito wa ryū to odoru    | Nishikiori Hiroshi (tổng) Hanai Hirokazu | 6 tháng 4      | 22 tháng 6     | 12     | Chuyển thể từ light novel do Asai Labo viết và Miyagi vẽ minh họa.                             | [ 23 ] |
| 2019 | Bermuda Triangle: Colorful Pastrale | Nishimura Junji                          | 16 tháng 1     | 30 tháng 3     | 12     | Tác phẩm gốc.                                                                                  | [ 24 ] |

#### Phim anime điện ảnh
| Tựa đề                                             | Đạo diễn           | Ngày công chiếu   | Thời lượng | Ghi chú |
| -------------------------------------------------- | ------------------ | ----------------- | ---------- | --- |
| Ginga kikōtai Majestic Prince: Kakusei no idenshi  | Motogana Keitarou  | 4 tháng 1, 2016   | 77 phút    | Hợp tác sản xuất cùng với Orange. |
| Trinity Seven: Yūkyū toshokan to renkinjutsu shōjo | Nishikiori Hiroshi | 25 tháng 2, 2017  | 55 phút    | Phần tiếp theo của Trinity Seven bản truyền hình. |
| Mahō Shōjo Lyrical Nanoha: Reflection              | Hamana Takayuki    | 27 tháng 7, 2017  | 91 phút    | Phần tiếp theo của Mahō Shōjo Lyrical Nanoha The MOVIE 2nd A's. Từng công chiếu tại Việt Nam vào tháng 10 cùng năm dưới tên Nanoha: Cứu rỗi quê nhà. |
| Mahō Shōjo Lyrical Nanoha: Detonation              | Hamana Takayuki    | 19 tháng 10, 2018 | 91 phút    | Phần tiếp theo của Mahō Shōjo Lyrical Nanoha: Reflection.                                                                                            |
| Trinity Seven: Tenkū toshokan to shinku no maō     | Nishikiori Hiroshi | 29 tháng 3, 2019  | 60 phút    | Phần tiếp theo của Trinity Seven: Yūkyū toshokan to renkinjutsu shōjo.                                                                               |

#### OVA
- Mushibugyō (2014–2015, 3 tập)[31]
- Trinity Seven (25 tháng 3, 2015; 1 tập)[32]
- Ginga kikōtai Majestic Prince: Mirai e no Tsubasa (29 tháng 9, 2016; 1 tập, hợp tác sản xuất với Orange)[33]

#### Bị hủy bỏ
- Nidome no Jinsei o Isekai de - Ban đầu dự kiến phát sóng tháng 10 năm 2018 nhưng bị hủy bỏ do các tranh cãi liên quan đến tác giả và light novel.[34]

### Dưới tên Seven Arcs (hợp nhất, 2019–nay)

#### Anime truyền hình
| Năm  | Tựa đề                                                                               | Ngày phát sóng | Ngày phát sóng | Đạo diễn                            | Số tập | Ghi chú                                                                                                 | Nguồn  |
| Năm  | Tựa đề                                                                               | Bắt đầu        | Kết thúc       | Đạo diễn                            | Số tập | Ghi chú                                                                                                 | Nguồn  |
| ---- | ------------------------------------------------------------------------------------ | -------------- | -------------- | ----------------------------------- | ------ | --- | ------ |
| 2020 | Arte                                                                                 | 4 tháng 4      | 20 tháng 6     | Hamana Takayuki                     | 12     | Chuyển thể từ bộ manga cùng tên của Ōkubo Kei.                                                          | [ 35 ] |
| 2020 | Tonikaku Kawaii                                                                      | 3 tháng 10     | 19 tháng 12    | Ikehata Hiroshi                     | 12     | Chuyển thể từ manga của Hata Kenjirō.                                                                   | [ 36 ] |
| 2021 | Blue Period                                                                          | 1 tháng 10     | 18 tháng 12    | Matsunaru Koji (tổng) Asano Katsuya | 12     | Chuyển thể từ bộ manga của Yamaguchi Tsubasa.                                                           | [ 37 ] |
| 2022 | Extreme Hearts                                                                       | 10 tháng 7     | 25 tháng 9     | Nishimura Junji                     | 12     | Tác phẩm nguyên tác.                                                                                    | [ 38 ] |
| 2023 | Tonikaku Kawaii (mùa 2)                                                              | 8 tháng 4      | 24 tháng 6     | Hiroshi Ikehata                     | 12     | Phần tiếp theo của Tonikaku Kawaii.                                                                     | [ 39 ] |
| 2024 | Mato Seihei no Slave                                                                 | 4 tháng 1      | 21 tháng 3     | Nishimura Junji (tổng), Kuji Gorō   | 12     | Chuyển thể từ manga của Takahiro và Takemura Yōhei.                                                     | [ 40 ] |
| 2024 | Hazure Waku no "Jōtai Ijō Sukiru" de Saikyō ni Natta Ore ga Subete o Jūrin Suru made | 5 tháng 7      |                | Fukuda Michio                       |        | Dựa theo light novel do Shinozaki Kaoru viết nội dung và KWKM minh họa; hợp tác sản xuất với SynergySP. | [ 41 ] |

#### OVA
- Tonikaku Kawaii ~SNS~ (18 tháng 8, 2021; 1 tập)[42]

#### ONA
- Tonikaku Kawaii ~Seifuku~ (22 tháng 11, 2022; 1 tập)[43]
- Tonikaku Kawaii Joshi Kō-hen (2023, 4 tập)[44]

### Khác
- Saga-ken o Meguru Animation (佐賀県を巡るアニメーション?) – các đoạn phim ngắn quảng cáo cho tỉnh Saga.[45]
  - Yakusoku no Utsuwa – Arita no Hatsukoi (2016)
  - Fuyu no Chikai – Natsu no Matsuri: Takeo no Ookusu (2016)